# Trigonella caerulea

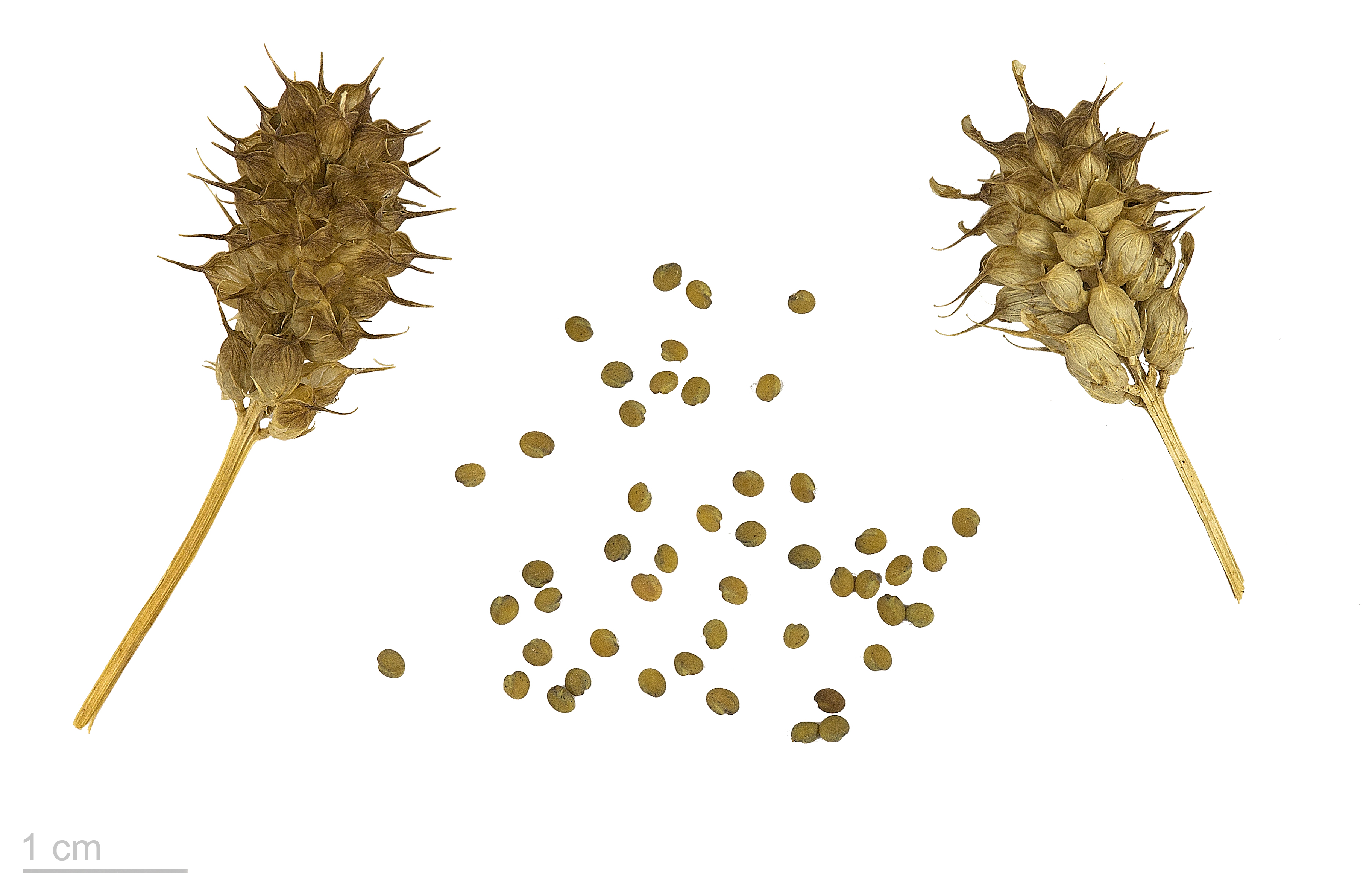
Trigonella caerulea - MHNT

El meliloto azul (Trigonella caerulea), en georgiano: უცხო სუნელი - utsjo suneli, es una hierba anual de la familia Fabaceae.

Vista de la planta

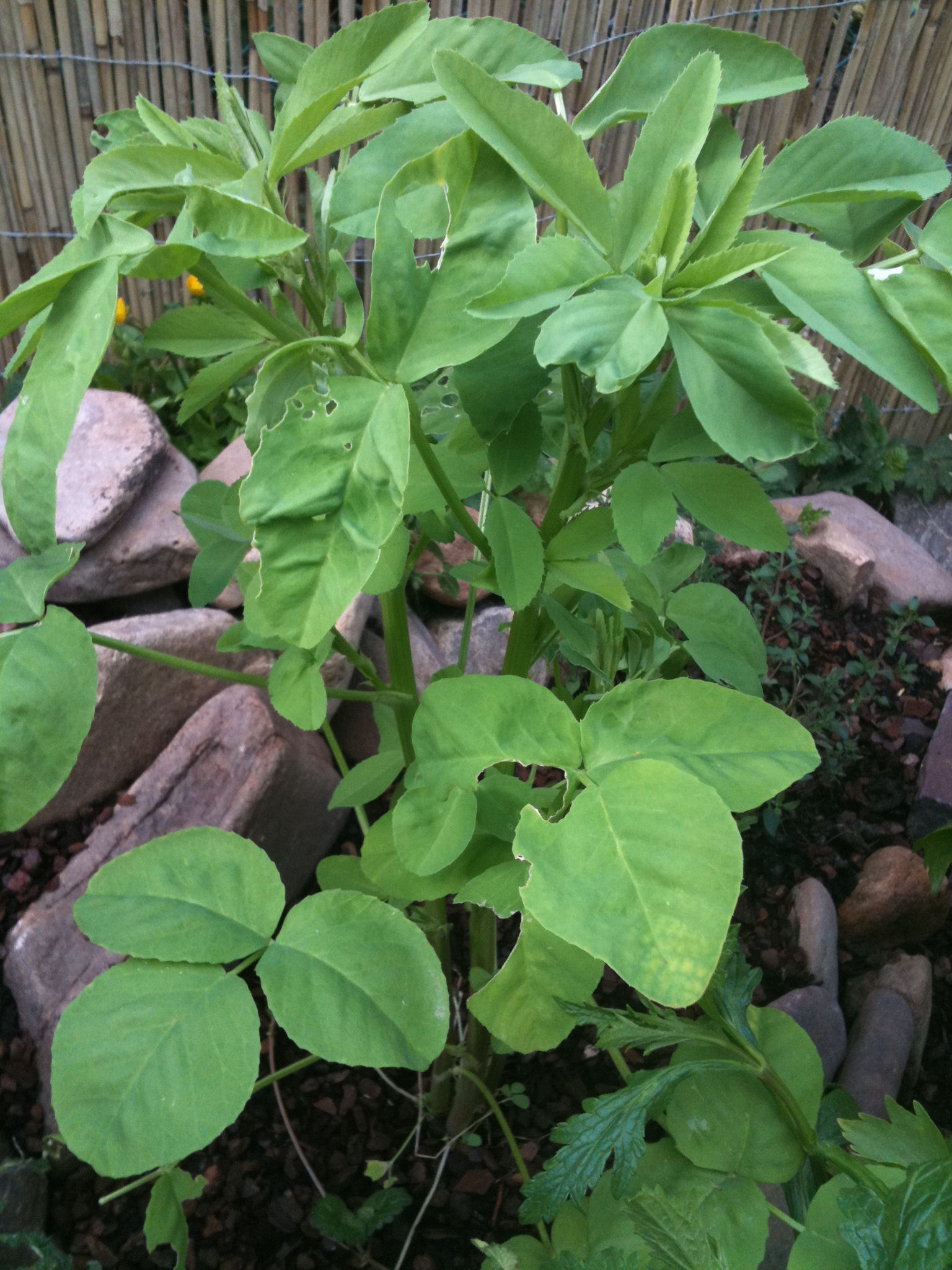
Hojas

## Descripción
Alcanza un tamaño de 30-60 cm de altura. Sus hojas son obovadas o lanceoladas, de 2-5 cm de largo, 1-2 cm de ancho y dentadas en la parte superior. Sus tallos florales son globulares, en compactos racimos, más largos que las hojas. Los sépalos son dos veces más cortos que la corola, sus dientes son iguales al tubo. La corola es 5.5 a 6.5 mm de largo y azul. Las legumbres son erectas o ligeramente curvadas, comprimidas, de 4-5 mm de largo con el pico de 2 mm. Las semillas son pequeñas y alargadas. Florece en abril-mayo, las semillas maduran en mayo-junio. Es auto-polinizada.

## Usos
Alholva azul es ampliamente utilizada en la gastronomía de Georgia, donde se le conoce como utskho suneli. Es uno de los ingredientes de la mezcla de especias de Georgia: khmeli suneli. Se utilizan tanto las semillas, como las vainas y las hojas. El olor y el sabor son similares a la alholva ordinaria, pero más suave. En Suiza se utiliza para dar sabor al queso tradicional schabziger.

## Taxonomía
Trigonella caerulea fue descrita por (L.) Ser. y publicado en Prodromus Systematis Naturalis Regni Vegetabilis 2: 181, en 1825.
Etimología
Trigonella: nombre genérico que deriva las palabras griegas tri = "tres" y gonia = "ángulo de esquina" y se pretende hacer referencia a la estructura de la flor.
caerulea: epíteto latíno que significa "de color azul".
Sinonimia
- Melilotus coerulea (L.) Desr.
- Melilotus coeruleus (L.) Desr.
- Trifolium caeruleum L.
- Trifolium melilotus var. caeruleum L.
- Trigonella coerulea (Desr.) Ser.
- Trigonella melilotus-coerulea (L.) Asch. & Graebn.
- Trigonella melilotus-coeruleus (L.) Asch. & Graebn.[10][11]